# Remmius
Genre
Remmius est un genre d'araignées aranéomorphes de la famille des Sparassidae.

## Distribution
Les espèces de ce genre se rencontrent en Afrique subsaharienne.

## Liste des espèces
Selon World Spider Catalog (version 21.5, 02/11/2020) :
- Remmius badius Roewer, 1961
- Remmius praecalvus Simon, 1909
- Remmius quadridentatus Simon, 1903
- Remmius vulpinus Simon, 1897
- Remmius vultuosus Simon, 1897

## Publication originale
- Simon, 1897 : Histoire naturelle des araignées. Paris, vol. 2, p. 1-192 (texte intégral).